# Monica Vișan
Monica Vișan (Drobeta-Turnu Severin, Romênia, 5 de agosto de [[1979]]) é uma matemática romena, professora da Universidade da Califórnia em Los Angeles, especializada em equações diferenciais parciais e conhecida por seu trabalho sobre a equação de Schrödinger não linear.

## Formação e carreira
Vișan obteve o bacharelado na Universidade de Bucareste em 2002.
 Obteve um doutorado na Universidade da Califórnia em Los Angeles (UCLA) em 2006, orientada por Terence Tao, com a tese The Defocusing Energy-Critical Nonlinear Schrödinger Equation in Dimensions Five and Higher.

Após pesquisas de pós-doutorado no Instituto de Estudos Avançados de Princeton, Vișan tornou-se professora assistente no departamento de matemática da Universidade de Chicago em 2008. Retornou para a UCLA como membro do corpo docente em 2009 e (mantendo sua nomeação na UCLA) passou 2010–2011 como Harrington Faculty Fellow na Universidade do Texas em Austin.

## Publicações selecionadas
Com Herbert Koch e Daniel Tătaru, Vișan é autora do livro Dispersive Equations and Nonlinear Waves: Generalized Korteweg–de Vries, Nonlinear Schrödinger, Wave and Schrödinger Maps (Birkhäuser/Springer, 2014).
Seus artigos incluem:
- Ryckman, Eric; Vișan, Monica (2007), «Global well-posedness and scattering for the defocusing energy-critical nonlinear Schrödinger equation in {\displaystyle \mathbb {R} ^{1+4}}», American Journal of Mathematics, 129 (1): 1–60, MR 2288737, arXiv:math/0501462, doi:10.1353/ajm.2007.0004
- Vișan, Monica (2007), «The defocusing energy-critical nonlinear Schrödinger equation in higher dimensions», Duke Mathematical Journal, 138 (2): 281–374, MR 2318286, arXiv:math/0508298, doi:10.1215/S0012-7094-07-13825-0
- Tao, Terence; Vișan, Monica; Zhang, Xiaoyi (2007), «The nonlinear Schrödinger equation with combined power-type nonlinearities», Communications in Partial Differential Equations, 32 (7–9): 1281–1343, MR 2354495, arXiv:math/0511070, doi:10.1080/03605300701588805
- Killip, Rowan; Tao, Terence; Vișan, Monica (2009), «The cubic nonlinear Schrödinger equation in two dimensions with radial data», Journal of the European Mathematical Society, 11 (6): 1203–1258, MR 2557134, arXiv:0707.3188, doi:10.4171/JEMS/180
- Killip, Rowan; Vişan, Monica (2010), «The focusing energy-critical nonlinear Schrödinger equation in dimensions five and higher», American Journal of Mathematics, 132 (2): 361–424, MR 2654778, arXiv:0804.1018, doi:10.1353/ajm.0.0107
- Killip, Rowan; Vişan, Monica (2013), «Nonlinear Schrödinger equations at critical regularity» (PDF), Evolution equations, Clay Math. Proc., 17, Amer. Math. Soc., Providence, RI, pp. 325–437, MR 3098643